# Macropterygius
Macropterygius is een geslacht van uitgestorven ophthalmosauride ichthyosauriërs, bekend uit het Laat-Jura (Kimmeridgien) van Engeland (Kimmeridge Clay-formatie). Hoewel veel exemplaren uit heel Europa aan dit geslacht zijn toegewezen, bestaat het type-exemplaar van de enige erkende soort Macropterygius trigonus uit slechts een enkele wervel. Omdat dit niet kan worden gebruikt om ichthyosauriërs van elkaar te onderscheiden, worden het geslacht en de soort momenteel beschouwd als nomina dubia (twijfelachtige namen).

## Ontdekking en soorten
Het werd oorspronkelijk beschreven door Richard Owen in 1840 als Ichthyosaurus trigonus, 'de driehoekige' genoemd naar het driehoekige dwarsprofiel van een wervel die aanwezig was in de collectie van Etheldred Benett. Het heeft een onstabiele taxonomische geschiedenis, deels omdat de soort oorspronkelijk werd benoemd zonder een bepaald exemplaar als holotype aan te duiden. In 1889 werd gedacht dat het oorspronkelijke type-exemplaar van Ichthyosaurus trigonus dat door Owen werd gebruikt, verloren was gegaan, en daarom wees Richard Lydekker drie losse wervels, OUMNH J12064, J12483 en J12491, aan als het type, hoewel er in die tijd geen formeel concept van een neotype was. Deze wervels waren namelijk in 1871 door Phillips aan I. trigonus toegewezen. Dit zorgde voor een probleem, omdat de door Lydekker geselecteerde wervels afkomstig waren uit onbekende sedimenten en er geen zeker verband was met de oorspronkelijke exemplaren die door Owen werden benoemd en beschreven. 
In 1922 benoemde Friedrich von Huene een apart geslacht Macropterygius, de 'langvin'. Von Huene onderscheidde een Macropterygius trigonus, Macropterygius dilatatus en Macropterygius ovalis. In 1948 benoemde Russconi een Macropterygius incognitus op basis van specimen MACN 10.601, een wervel gevonden in Patagonië. Dit is echter niet een verdere soort van hetzelfde geslacht want Russconi was zich niet bewust van Von Huenes naam en meende als eerste een nieuw geslacht te publiceren. M. incognitus wordt tegenwoordig gezien als een nomen dubium.
De zaken werden nog verder gecompliceerd toen het oorspronkelijke holotype dat door Owen werd gebruikt alsnog opdook, waardoor de aanduiding van een neotype overbodig werd. Deze situatie werd pas officieel opgelost in 1993, toen de Internationale Commissie voor Zoölogische Nomenclatuur formeel verklaarde dat de aanwijzing van Lydekker aangaande het type niet gold als het aanduiden van een neotype en dus hoefde de aanduiding niet te worden teruggedraaid in het licht van de herontdekking van het holotype. De ICZN heeft in hetzelfde besluit (Opinio 1734, Casus 2779) het geslacht Macropterygius en de soort Macropterygius trigonus (oorspronkelijk Ichthyosaurus trigonus) toegevoegd aan de lijst van generieke en specifieke namen, waardoor beide namen nomina conservanda worden. Het oorspronkelijke holotype-exemplaar wordt momenteel bewaard door de Academie voor Natuurwetenschappen in Philadelphia, gecatalogiseerd als exemplaarnummer ANSP 10124.
In 2000 ontdekten Bardet en Fernández dat het holotype-exemplaar van Macropterygius trigonus niet gediagnosticeerd kan worden boven het niveau van Ophthalmosauridae, dus dit geslacht en deze soort werden beschouwd als nomina dubia.
In 2018 werden echter drie opperarmbeenderen, NHMUK PV 42286, OUMNH J12031 en OUMNH J68534 die duidelijk een apart type vormden, toegewezen aan een Macropterygius sp.